# Ali Machani
Ali Machani (sinh ngày 12 tháng 7 năm 1993) là một cầu thủ bóng đá người Tunisia thi đấu cho Espérance Sportive de Tunis.

## Danh hiệu
CA Bizertin
Á quân
- Giải bóng đá hạng nhất quốc gia Tunisia: 2011–12